# Scincella barbouri
Espèce
Synonymes
- Leiolopisma barbouri Stejneger, 1925

Scincella barbouri est une espèce de sauriens de la famille des Scincidae.

## Répartition
Cette espèce est endémique du Nord-Est du Yunnan en République populaire de Chine. Sa présence est incertaine au Sichuan.

## Étymologie
Cette espèce est nommée en l'honneur de Thomas Barbour.

## Publication originale
- Stejneger, 1925 : Description of a new scincid lizard and a new burrowing frog from China. Journal of the Washington Academy of Sciences, vol. 15, p. 150-152 (texte intégral).